# Бебра (станція)
50°58′09″ пн. ш. 9°47′52″ сх. д. / 50.9692° пн. ш. 9.7979° сх. д.
Станція Бебра — залізнична станція німецької пасажирської та вантажної залізничної мережі в місті Бебра на півночі Гессену. Це залізничний вузол, а також міжміська зупинка на шляху Дортмунд — Берлін — Штральзунд. Станція була відкрита в 1846 році і швидко стала великим транспортним вузлом. Потім Бебра перетворилося на класичне залізничне містечко.

## Історія

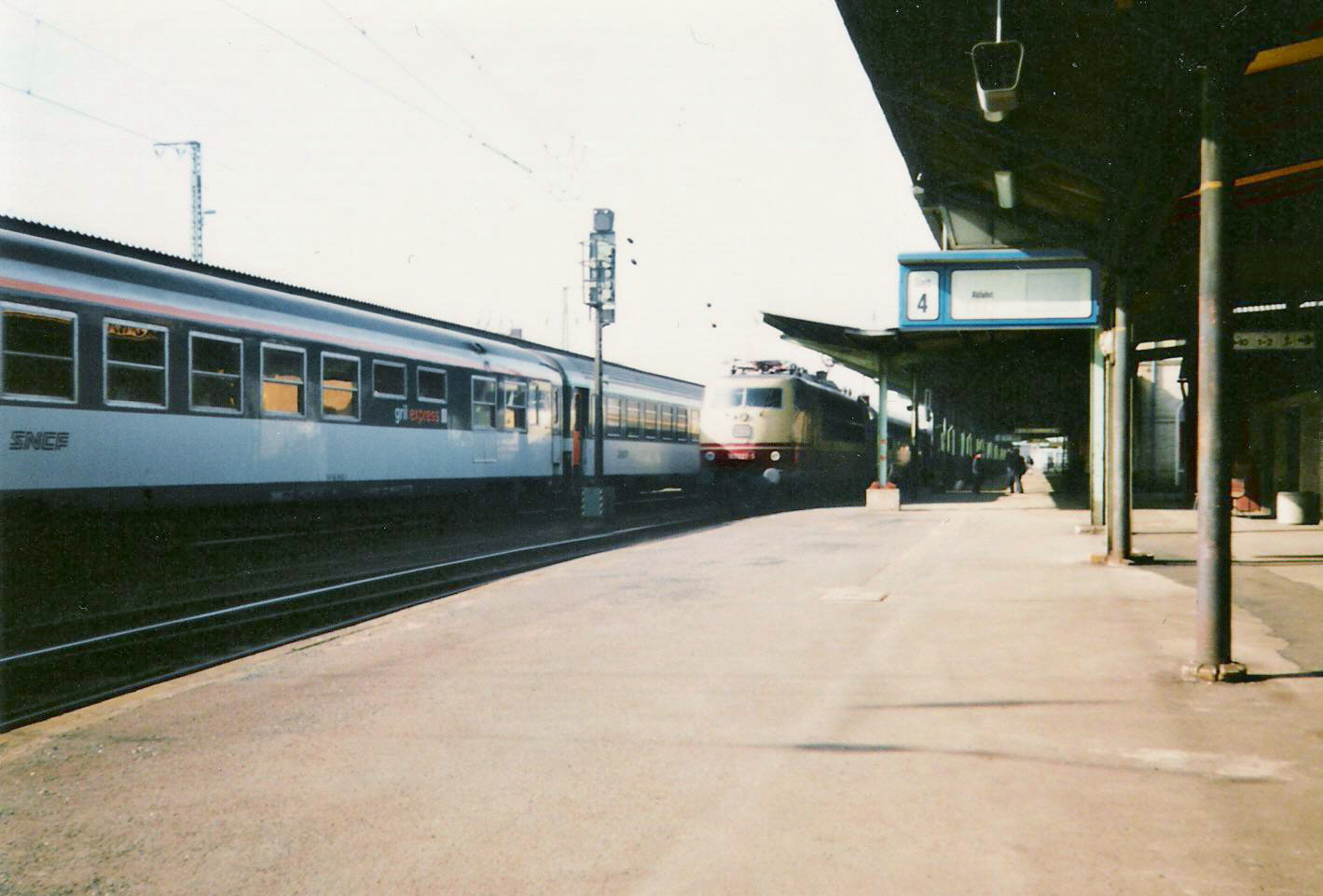
Станція Бебра в 1993 році

Бебра стала частиною німецької залізничної мережі 29 серпня 1848 р. З введенням в експлуатацію першої ділянки Північної залізниці ім. Фредеріка Вільяма до Гуксхагена. 25 вересня лінію було продовжено до Герштунгена. Того ж дня Тюрінгська лінія до Галле також була продовжена до Бебри. У 1866 р. побудований перший відрізок залізниці Франкфурт-Бебра до Бад-Герсфельда, а в 1875 р. — лінія до Геттінгена.
Нинішня будівля вокзалу була побудована в 1869 році на острові, оточеному залізничними коліями.
Станція зазнала невеликого зниження важливості з відкриттям Берлінської кривої в 1914 році, з'єднавши лінію Франкфурт-Бебра та Тюрінгську лінію та уникнувши розвороту, необхідного раніше в Бебрі.

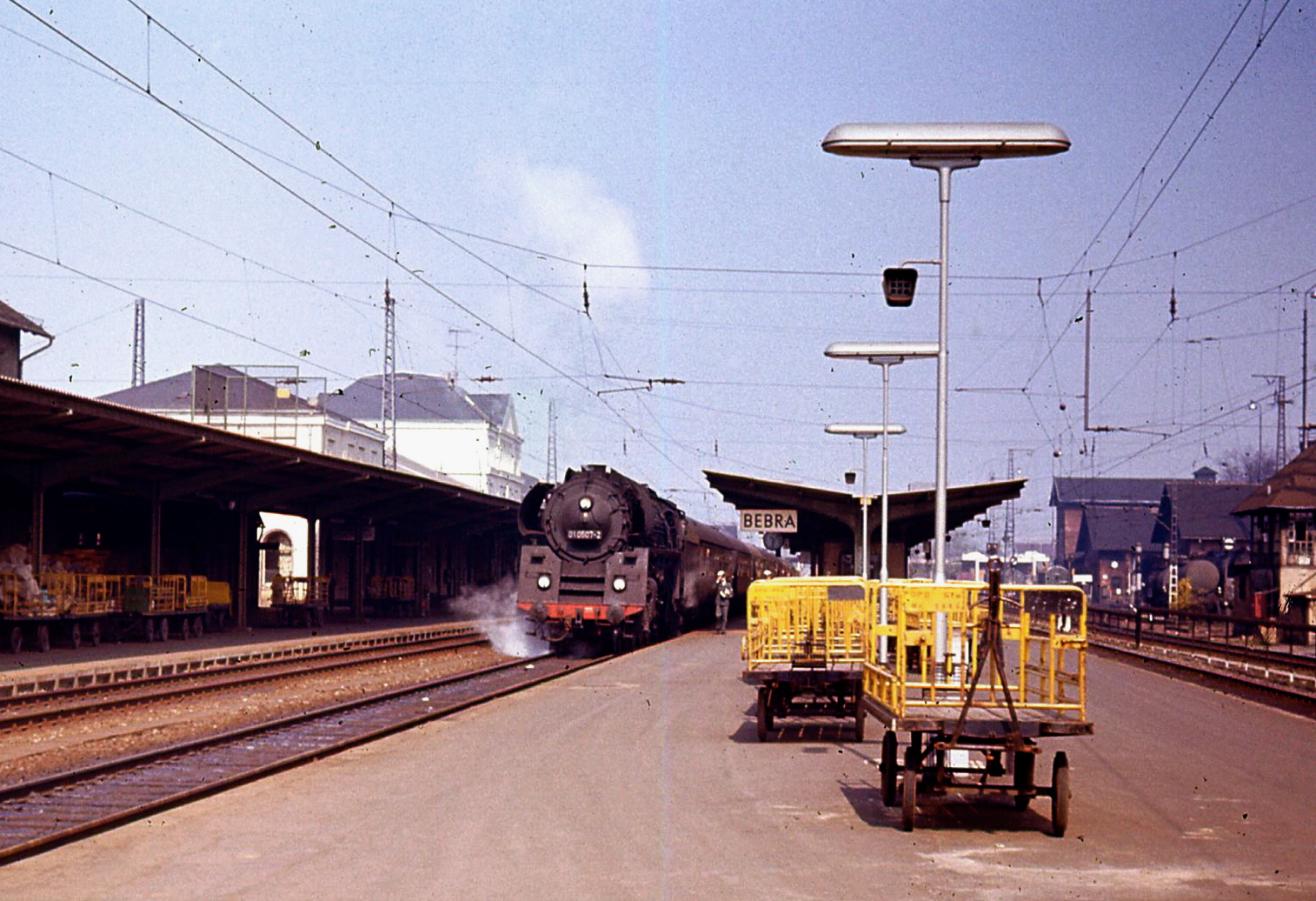
Вид з Великодня 1972; локомотив праворуч

Після Другої світової війни рух в районі Бебра змістився більше в напрямку північ-південь, оскільки рух, що рухався на схід, був порушений сусіднім внутрішнім німецьким кордоном. Проте Бебра була прикордонною станцією для міжзонових поїздів до Східної Німеччини та транзитних поїздів та військових поїздів західних держав до Західного Берліна. У Бебрі відбувався обмін паровозами західної та східнонімецької залізниць. «Берлінська крива» не використовувалася, коли Німеччина була розділена.
Електрифікація залізниць, що обслуговують станцію, розпочалася в 1963 році. У 1990 р. Берлінська крива була відновлена і введена в експлуатацію.
Зараз Bebra обслуговується міжміською лінією та кількома регіональними лініями. Сортовий двір також є одним з 13 вантажних центрів Deutsche Bahn.